# Pacte per Itàlia
Pacte per Itàlia (en italià Patto per l'Italia) fou una coalició electoral de centre italiana constituïda per a les eleccions legislatives italianes de 1994, que pretenia ser una alternativa tant a llista de dretes (Pol de les Llibertats, de Silvio Berlusconi) com la d'esquerres (Aliança dels Progressistes, d'Achille Occhetto). Presentava el seu propi candidat a la presidència del consell, Mariotto Segni, i era formada per 
| Partit | Partit                         | Ideologia            | Líder             |
| ------ | ------------------------------ | -------------------- | ----------------- |
|        | Partit Popular Italià (PPI)    | Democràcia cristiana | Mino Martinazzoli |
|        | Pacte Segni (PS)               | Centrisme            | Mariotto Segni    |
|        | Partit Republicà Italià (PRI)  | Liberalisme          | Giorgio La Malfa  |
|        | Unió Liberal Democràtica (ULD) | Liberalisme          | Valerio Zanone    |

Al Pacte també s'hi van unir una sèrie d'antics membres del Partit Socialista Italià (PSI) i del Partit Socialista Democràtic Italià (PSDI), que ara es presenten com a independents, com Giuliano Amato i Giulio Tremonti.
A la quota proporcional per la Cambra dels Diputats presentà dues llistes, la del PPI i la del Pacte Segni, a la que s'agregaren membres dels altres socis de coalició. Va obtenir un 15% a la Cambra (4 diputats)i el 16,7% al Senat (31 senadors). Per la Cambra fou majoritari a tres col·legis de Campània (Gianfranco Rotondi, Antonio Valiante i Mnario Pepe) i un de Sardenya (Giampiero Scanu), on la desfeta fou tal que ni el mateix cap de llista Segni, pogué guanyar al seu col·legi electoral a Sàsser. Després d'aquest resultat la coalició es va trencar i pel que fa als seus membres: 
- El PPI, liderat ara per Rocco Buttiglione, va viure un fort procés d'enfrontament intern entre els que preferien una aliança amb el centredreta (Buttiglione) i els que el preferien amb el centreesquerra (Gerardo Bianco). La crisi es tancà amb la sortida del partit de Buttiglione, qui fundaria Cristians Democràtics Units.
- El Pacte Segni va patir escissions cap a Forza Italia (Giulio Tremonti i Alberto Michelini) i s'adherí a l'Ulivo, amb el que es presentà a les eleccions legislatives italianes de 1996 sota el nom de Rinnovamento Italiano. A partir del 1999 s'alià amb la Casa de les Llibertats i el 2004 es transformà en Pacte dels Liberaldemòcrates.
- El PRI de La Malfa es presentà dins l'Ulivo amb el PPI i va obtenir 2 diputats i 2 senadors el 1996, però a les eleccions legislatives italianes de 2001 es presentà per la Casa de les Llibertats, estretament aliat amb Forza Italia.
- Unió Liberaldemocràtica de Valerio Zanone confluí en la Federació de Liberals Italians i entrà a formar part de l'Ulivo com a membre d'Unió Democràtica.
- Els socialdemòcrates acabaren confluint en diversos partits: I Democratici, CCD, Forza Italia, Demòcrates d'Esquerres o Socialistes Democràtics Italians.

## Dissolució
Després de les eleccions legislatives italianes del 1994, l'aliança es va dissoldre. El Partit Popular Italià va patir una escissió entre els que volien unir-se a la coalició de centredreta de Berlusconi (trencant amb el PPI i formant els Cristians Democràtics Units de Rocco Buttiglione) i els que volien aliar-se amb l'esquerra Partit Democràtic de l'Esquerra (PDS). La resta del PPI es va unir al PDS en la coalició de centreesquerra L'Ulivo liderada per Romano Prodi.

## Resultats electorals
| Any  | Líder       | Cambra dels Diputats | Cambra dels Diputats | Cambra dels Diputats | Cambra dels Diputats | Senat de la República | Senat de la República | Senat de la República | Senat de la República |
| Any  | Líder       | Vots                 | %                    | Diputats             | Pos.                 | Vots                  | %                     | Senadors              | Pos.                  |
| ---- | ----------- | -------------------- | -------------------- | -------------------- | -------------------- | --------------------- | --------------------- | --------------------- | --------------------- |
| 1994 | Mario Segni | 6,019,038            | 15.63                | 4 / 630              | 3r                   | 5,519,090             | 16.69                 | 31 / 315              | 3r                    |